# Trichomolophilus
Trichomolophilus is een ondergeslacht van het geslacht van insecten Molophilus binnen de familie steltmuggen (Limoniidae).

## Soorten
Deze lijst van 3 stuks is mogelijk niet compleet.
- M. (Trichomolophilus) celator (Alexander, 1942)
- M. (Trichomolophilus) multisetosus (Alexander, 1936)
- M. (Trichomolophilus) tentator (Alexander, 1947)